# Кара-Джыгач (Аксыйский район)

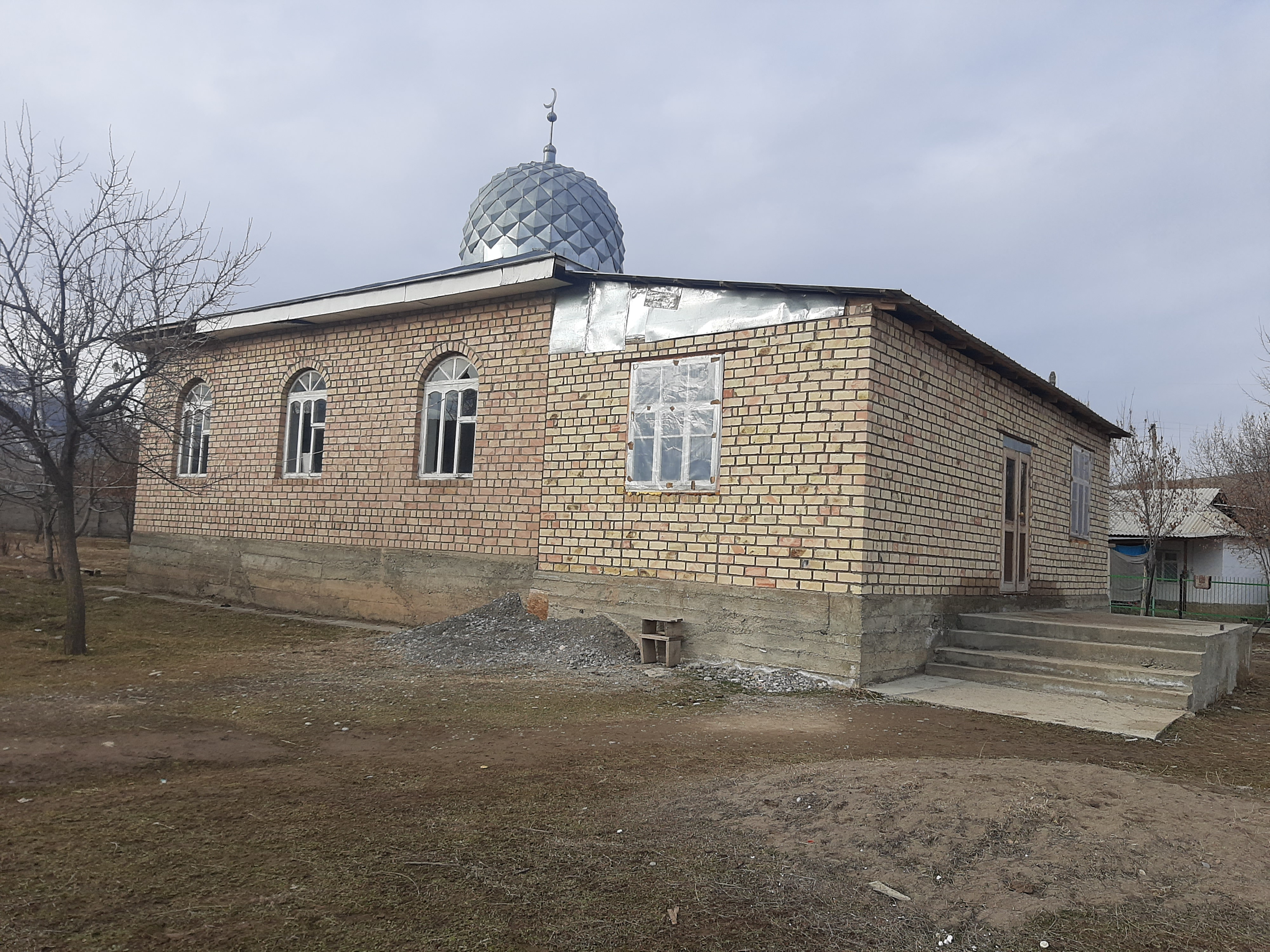
Мечеть в с. Кара-Джыгач

Кара-Джыгач (кирг. Кара-Жыгач) — село Аксыйского района, Джалал-Абадской области Кыргызстана. Административный центр Кара-Джыгачского аильного округа.
Находится на северо-западе от областного центра — города Джалал-Абад.

## Население
По состоянию на начало 2021 года население составляло 2024 жителей (в 2009 году — 1636 чел.).

## История
Основано в 1930 году. До 1990 года входило в состав Ошской области.

## Достопримечательности
- Рядом расположен гидрогеологический заказник (памятник природы) «Скалы Кара-Джыгач». Отличительной чертой памятника является его поразительная серия многочисленных скал и столбов красного песчаника, образовавшегося в результате ветровой эрозии. В 1975 году памятник был объявлен геологической заповедной зоной.